# Марк Ветий Болан (консул 111 г.)
Вижте пояснителната страница за други личности с името Марк Ветий Болан.
Марк Ветий Болан (на латински: Marcus Vettius Bolanus) e политик и сенатор на Римската империя през 2 век.
Той е син на Марк Ветий Болан (суфектконсул 66 г. и легат на Британия 69 – 71 г.) и Понтия, дъщеря на Публий Петроний. Болан е брат-близнак на Ветий Криспин, покровител на Стаций (40 – 96).
През 111 г. Ветий Болан е редовен консул заедно с Гай Калпурний Пизон.